# Doetinchem De Huet vasútállomás
Doetinchem De Huet vasútállomás vasútállomás Hollandiában, Doetinchem városában.

## Vasútvonalak
Az állomást az alábbi vasútvonalak érintik:
- Winterswijk-Zevenaar-vasútvonal

## Kapcsolódó állomások
A vasútállomáshoz az alábbi állomások vannak a legközelebb:
- Wehl vasútállomás
- Doetinchem vasútállomás